# Idroj Sanicne
Idroj Sanicne (Llofriu, 1966) és un artista multidisciplinari, avatar i palíndrom de Jordi Encinas.
L'historiador de l'art Frederic Montornés i Dalmau, a càrrec de l'Espai 13 de la Fundació Joan Miró, proposa a Sanicne exposa Miopies (1992) dins del cicle Comunicacions, el vigor de l'efimer, amb un discurs a la mida de l'ideari filosòfic artístic de Idroj Sanicne; la modificació de la nostra percepció de la realitat, ja que tot allò que mirem, sentim, o diem és el resultat d'una experiència sensitiva pròpia, reivindicant així l'emancipació de l'espectador. Per a la seva exposició a l'Espai 13 de 1992 va partir d'una frase de Duchamp: «És qui mira qui fa la pintura.» Les peces, situades sobre un mur, eren diferents escultures de paret amb espiells a diferents altures que es referien a les polítiques escòpiques de l'art com a institució.
Continuant amb la seva línia sobre els enigmes de la visió i la percepció, presenta col·lectivament ACTE 1:Observació (2007) a la Fundació Suñol amb la tesi: Observar és mirar alguna cosa amb atenció, implicant entendre, examinar, contemplar, notar, advertir, vigilar. L'observació suposa un acte de reciprocitat entre el comportament del subjecte i objecte.